# 1179
Il 1179 (MCLXXIX in numeri romani) è un anno  del XII secolo.

## Eventi

### Marzo
5 marzo - A Roma si svolge la prima sessione del Concilio Lateranense III. Le altre due sessioni si svolgeranno il 7 e il 19 dello stesso mese.

## Nati
- 13 maggio - Tebaldo III di Champagne, conte († 1201)
- Donato da Ripacandida, religioso italiano († 1198)
- Giovanni di Ibelin, nobile († 1236)
- Serapione, religioso e santo inglese († 1240)
- Snorri Sturluson, storico, poeta e politico islandese († 1241)
- Yaqut, geografo e biografo arabo († 1229)

## Morti
- 10 aprile - Umfredo II di Toron, cavaliere medievale e politico normanno (n. 1117)
- 18 giugno - Erling Skakke, conte norvegese (n. 1115)
- 14 luglio - Richard de Luci, condottiero normanno (n. 1089)
- 27 luglio - Mudzafar Shah I di Kedah, sultano malese
- 7 agosto - Guglielmo VI d'Angoulême, conte
- 20 agosto - Guglielmo d'Aumale, conte
- 17 settembre - Ildegarda di Bingen, monaca cristiana, scrittrice e mistica tedesca (n. 1098)
- 25 settembre - Roger de Bailleul, religioso e abate francese
- 9 ottobre - Oddone di Saint-Amand, cavaliere medievale francese (n. 1110)
- 12 ottobre - Pietro Comestore, teologo e scrittore francese (n. 1100)
- Caritone di Costantinopoli, arcivescovo ortodosso bizantino
- Errico Moricotti, cardinale italiano

## Calendario
| Calendario 1179 | Calendario 1179 | Calendario 1179 | Calendario 1179 | Calendario 1179 | Calendario 1179 | Calendario 1179 | Calendario 1179 | Calendario 1179 | Calendario 1179 | Calendario 1179 | Calendario 1179 | Calendario 1179 | Calendario 1179 | Calendario 1179 | Calendario 1179 | Calendario 1179 | Calendario 1179 | Calendario 1179 | Calendario 1179 | Calendario 1179 | Calendario 1179 | Calendario 1179 | Calendario 1179 | Calendario 1179 | Calendario 1179 | Calendario 1179 | Calendario 1179 | Calendario 1179 | Calendario 1179 | Calendario 1179 | Calendario 1179 | Calendario 1179 |
| --------------- | --------------- | --------------- | --------------- | --------------- | --------------- | --------------- | --------------- | --------------- | --------------- | --------------- | --------------- | --------------- | --------------- | --------------- | --------------- | --------------- | --------------- | --------------- | --------------- | --------------- | --------------- | --------------- | --------------- | --------------- | --------------- | --------------- | --------------- | --------------- | --------------- | --------------- | --------------- | --------------- |
|                 | 1               | 2               | 3               | 4               | 5               | 6               | 7               | 8               | 9               | 10              | 11              | 12              | 13              | 14              | 15              | 16              | 17              | 18              | 19              | 20              | 21              | 22              | 23              | 24              | 25              | 26              | 27              | 28              | 29              | 30              | 31              |                 |
| Gennaio         | Lu              | Ma              | Me              | Gi              | Ve              | Sa              | Do              | Lu              | Ma              | Me              | Gi              | Ve              | Sa              | Do              | Lu              | Ma              | Me              | Gi              | Ve              | Sa              | Do              | Lu              | Ma              | Me              | Gi              | Ve              | Sa              | Do              | Lu              | Ma              | Me              |                 |
| Febbraio        | Gi              | Ve              | Sa              | Do              | Lu              | Ma              | Me              | Gi              | Ve              | Sa              | Do              | Lu              | Ma              | Me              | Gi              | Ve              | Sa              | Do              | Lu              | Ma              | Me              | Gi              | Ve              | Sa              | Do              | Lu              | Ma              | Me              |                 |                 |                 |                 |
| Marzo           | Gi              | Ve              | Sa              | Do              | Lu              | Ma              | Me              | Gi              | Ve              | Sa              | Do              | Lu              | Ma              | Me              | Gi              | Ve              | Sa              | Do              | Lu              | Ma              | Me              | Gi              | Ve              | Sa              | Do              | Lu              | Ma              | Me              | Gi              | Ve              | Sa              |                 |
| Aprile          | Do              | Lu              | Ma              | Me              | Gi              | Ve              | Sa              | Do              | Lu              | Ma              | Me              | Gi              | Ve              | Sa              | Do              | Lu              | Ma              | Me              | Gi              | Ve              | Sa              | Do              | Lu              | Ma              | Me              | Gi              | Ve              | Sa              | Do              | Lu              |                 |                 |
| Maggio          | Ma              | Me              | Gi              | Ve              | Sa              | Do              | Lu              | Ma              | Me              | Gi              | Ve              | Sa              | Do              | Lu              | Ma              | Me              | Gi              | Ve              | Sa              | Do              | Lu              | Ma              | Me              | Gi              | Ve              | Sa              | Do              | Lu              | Ma              | Me              | Gi              |                 |
| Giugno          | Ve              | Sa              | Do              | Lu              | Ma              | Me              | Gi              | Ve              | Sa              | Do              | Lu              | Ma              | Me              | Gi              | Ve              | Sa              | Do              | Lu              | Ma              | Me              | Gi              | Ve              | Sa              | Do              | Lu              | Ma              | Me              | Gi              | Ve              | Sa              |                 |                 |
| Luglio          | Do              | Lu              | Ma              | Me              | Gi              | Ve              | Sa              | Do              | Lu              | Ma              | Me              | Gi              | Ve              | Sa              | Do              | Lu              | Ma              | Me              | Gi              | Ve              | Sa              | Do              | Lu              | Ma              | Me              | Gi              | Ve              | Sa              | Do              | Lu              | Ma              |                 |
| Agosto          | Me              | Gi              | Ve              | Sa              | Do              | Lu              | Ma              | Me              | Gi              | Ve              | Sa              | Do              | Lu              | Ma              | Me              | Gi              | Ve              | Sa              | Do              | Lu              | Ma              | Me              | Gi              | Ve              | Sa              | Do              | Lu              | Ma              | Me              | Gi              | Ve              |                 |
| Settembre       | Sa              | Do              | Lu              | Ma              | Me              | Gi              | Ve              | Sa              | Do              | Lu              | Ma              | Me              | Gi              | Ve              | Sa              | Do              | Lu              | Ma              | Me              | Gi              | Ve              | Sa              | Do              | Lu              | Ma              | Me              | Gi              | Ve              | Sa              | Do              |                 |                 |
| Ottobre         | Lu              | Ma              | Me              | Gi              | Ve              | Sa              | Do              | Lu              | Ma              | Me              | Gi              | Ve              | Sa              | Do              | Lu              | Ma              | Me              | Gi              | Ve              | Sa              | Do              | Lu              | Ma              | Me              | Gi              | Ve              | Sa              | Do              | Lu              | Ma              | Me              |                 |
| Novembre        | Gi              | Ve              | Sa              | Do              | Lu              | Ma              | Me              | Gi              | Ve              | Sa              | Do              | Lu              | Ma              | Me              | Gi              | Ve              | Sa              | Do              | Lu              | Ma              | Me              | Gi              | Ve              | Sa              | Do              | Lu              | Ma              | Me              | Gi              | Ve              |                 |                 |
| Dicembre        | Sa              | Do              | Lu              | Ma              | Me              | Gi              | Ve              | Sa              | Do              | Lu              | Ma              | Me              | Gi              | Ve              | Sa              | Do              | Lu              | Ma              | Me              | Gi              | Ve              | Sa              | Do              | Lu              | Ma              | Me              | Gi              | Ve              | Sa              | Do              | Lu              |                 |